# Ernst Boehm
Ernst Boehm (* 29. August 1877 in Rom; † 26. April 1945 in Heyda, Sachsen) war ein deutscher Pädagoge.

## Leben
Ernst Boehm studierte von 1897 bis 1902 an den Universitäten Leipzig und Berlin Geschichte, Germanistik, Philosophie, Erziehungswissenschaften und Geographie. 1902 beendete er das Studium in Leipzig mit der Promotion zum Doktor phil. Seine Dissertation trug den Titel Studien zum politischen Testament Richelieus. Der Streit um die Echtheit.
Nach der Promotion arbeitete Boehm als Lehrer. 1905 wurde er Lehrer am Sächsischen Landesgymnasium Sankt Afra, im Folgejahr ehelichte er Anna Doerstling. Er lehrte bis 1918. Danach wurde er Referent im Kriegsernährungsamt zu Berlin, anschließend beim sächsischen Ministerium für Wirtschaft. Hiernach fungierte er als Pressechef der sächsischen Staatsregierung. 1919 wurde er bei der Staatskanzlei Sachsen zunächst Regierungsrat, dann Oberregierungsrat, in welchem Amte er bis 1923 wirkte.
1923 wurde Boehm Oberstudiendirektor am Wettiner Gymnasium. Dort wirkte er bis 1928, als er als Direktor des Seminars für praktische Pädagogik an die Universität Leipzig ging und auch Oberstudiendirektor wurde. Im folgenden Jahr, 1929, ernannte ihn die Universität zum ordentlichen Honorarprofessor für Pädagogik an der Fakultät für Philosophie. 
Nach der Machtergreifung der Nationalsozialisten unterschrieb Boehm zum 11. November 1933 das Bekenntnis der Professoren an den deutschen Universitäten und Hochschulen zu Adolf Hitler und dem nationalsozialistischen Staat.
Im Zeitraum von 1922 bis 1932 gehörte Boehm der Freimaurerloge Zu den drei Schwertern und Asträa zur grünenden Raute an. Wegen dieser Tatsache ging er 1938 vorzeitig in den Ruhestand, dabei bezog er sich auch auf das Deutsche Beamtengesetz vom Vorjahr. 67-jährig starb er 1945 durch Suizid.
1906 bis 1910 gehörte Boehm der Deutschkonservativen Partei an, danach bis 1918 der NLP. Anschließend trat er der DVP bei, aus der er 1931 austritt. In diesem Jahr wurde er Mitglied der DNVP, der er bis zur Selbstauflösung 1933 angehörte.

## Schriften
- Der Streit um die Lehrerbildung. Kritisches zum akademischen Studium der sächsischen Volksschullehrer in: Die höhere Schule im Freistaat Sachsen. Band 8/9. Radebeul 1926.
- Einheitsschule und höhere Schule. Vortrag gehalten in Dresden am 27. September 1919 auf der Gründungsversammlung des Sächsischen Philologenvereins. Dresden 1920.